# Olga Pons Prior
Olga Pons Prior (Catalunya, 25 d'agost de 1969) és una exjugadora i entrenadora de rugbi catalana.
Jugadora del Club Esportiu INEF Barcelona, amb el qual es proclamà campiona d'Espanya la temporada 1994-95. Internacional amb la selecció espanyola de rugbi en trenta-quatre ocasions, fou campiona d'Europa el 1995. Participà al Campionat del Món de 1998 i a diferents edicions del Torneig de les Sis Nacions. Després de la seva retirada. exercí com a entrenadora. Entre d'altres distincions, va rebre la medalla de bronze de la Federació Espanyola de Rugbi l'any 2001.

## Palmarès
Clubs
- 1 Campionat d'Espanya de rugbi femení: 1994-95

Selecció espanyola
- 1 medalla d'or al Campionat d'Europa de rugbi femení: 1995
- 3 medalles d'argent al Campionat d'Europa de rugbi femení: 1999, 2000, 2001
- 1 medalla de bronze al Campionat d'Europa de rugbi femení: 1997